# Anapoma duplicata
Anapoma duplicata là một loài bướm đêm trong họ Noctuidae.